# Cristofor Burgaris
Cristofor Burgaris a succedat lui Vasile Boioannes în funcția de catepan bizantin de Italia.
Cronicarul Lupus Protospatarul dă data de 1029 pentru rechemarea lui Vasile Boiannes la Constantinopol, însă istoricul francez Ferdinand Chalandon propune anul 1027 pentru acest eveniment, prin sincronizarea cu moartea principelui Guaimar al III-lea de Salerno. De altfel, Lupus, comite o eroare și în ceea ce privește alegerea lui Byzantius ca arhiepiscop de Bari, care a avut loc înainte de anul 1025, astfel încât întreaga sa cronologie pentru acești ani este improbabilă, cel puțin manuscrisele păstrate ale cronicii sale.
Cristofor Burgaris a fost martorul reînceperii incursiunilor sarazinilor în sudul Italiei. Astfel, în 1027, orașul Obbiano capitulează, iar Bari însuși este nevoit să respingă un puternic atac musulman.